# Vauchelles-lès-Authie
Vauchelles-lès-Authie (picardisch: Veuchelle-lès-Eutie) ist eine nordfranzösische Gemeinde mit 135 Einwohnern (Stand 1. Januar 2022) im Département Somme in der Region Hauts-de-France. Die Gemeinde gehört zum Kanton Albert und ist Teil der Communauté de communes du Pays du Coquelicot.

## Geographie
Vauchelles-lès-Authie liegt rund fünf Kilometer nordwestlich von Acheux-en-Amiénois an der Départementsstraße D938 von Doullens über Albert nach Péronne.

## Einwohner
| 1962 | 1968 | 1975 | 1982 | 1990 | 1999 | 2006 | 2010 |
| ---- | ---- | ---- | ---- | ---- | ---- | ---- | ---- |
| 152  | 175  | 144  | 130  | 136  | 113  | 118  | 131  |

## Verwaltung
Bürgermeister (maire) ist seit 2001 Jean-Claude Renaud.

## Sehenswürdigkeiten
- Kirche Saint-Grégoire mit einem Glockengiebel